# Бурусис, Яннис
Яннис Бурусис (греч. Γιάννης Μπουρούσης; родился 17 ноября 1983 года в Кардице, Греция) — греческий профессиональный баскетболист, играющий на позиции центрового. Выступает за баскетбольный клуб «Перистери».

## Карьера
Начинал карьеру профессионального пловца, однако отличался высоким ростом и к 18 годам начал играть в баскетбол.
В 2001 году дебютировал в составе греческого «АЕКа». Отыграл за команду пять сезонов, а в 2006 году присоединился к испанской «Барселоне». Однако в клубе не задержался и вернулся в Грецию, где стал игроком «Олимпиакоса».
В 2009 году команда НБА «Сан-Антонио Спёрс» предложила Бурусису трёхлетний контракт. Однако игрок отверг предложение и вместо этого заключил трёхлетний контракт с «Олимпиакосом» стоимостью €5,1 млн. Контракт подразумевал €1 млн отступных для клуба НБА. После пяти лет в команде игрок решил разорвать контракт.
6 июля 2011 года Бурусис подписал двухлетний контракт с итальянской командой «Олимпия Милан». В июле 2013 года игрок переходит в команду испанского чемпионата «Реал Мадрид».

### Международная
Бурусис начал выступать за молодёжную команду Греции, вместе с ней выиграл золотые медали на Чемпионате Европы 2002 года для юношей не старше 20 лет, а в 2005 году в составе первой сборной Греции выиграл Чемпионат Европы в Сербии. Также в составе сборной занял четвёртое место на Евробаскете 2007 года в Испании, и пятое на Олимпиаде 2008 года в Китае. Также завоевал «бронзу» на Чемпионате Европы по баскетболу 2009 года.
Выступал в составе сборной на Чемпионате мира 2010 года и Евробаскете 2011 года. Также играл за сборную Греции на квалификационном турнире к Олимпиаде 2012 года и Евробаскете 2013 года.

### Инцидент в матче со сборной Сербии
Во время товарищеского матча между сборными Сербии и Греции, который проходил в рамках Турнира Акрополис-2010, игрок сербской команды Ненад Крстич во время двухсторонней драки ударил Бурусиса стулом по голове. На следующий день Крстич заявил: «Я подумал, что на меня напал какой-то фанат». Бурусис выдвинул против него судебное обвинение, однако потом забрал дело.

## Достижения

### Клубные
- Чемпион Греции : (2002, 2017)
- Участник матча всех звёзд чемпионата Греции (6) : (2006, 2007, 2008, 2009, 2010, 2011)
- Первая сборная чемпионата Греции (3) : (2008, 2009, 2011)
- MVP Чемпионата Греции : (2009)
- MVP матча всех звёзд чемпионата Греции : (2009)
- Лидер Евролиги по подборам : (2009)
- Первая сборная Евролиги : (2009, 2016)
- Обладатель Кубка Греции (3) : (2010, 2011, 2017)
- Обладатель Суперкубка Испании : (2013, 2014)
- Обладатель Кубка Испании : (2014, 2015)
- Чемпион Испании : (2015)
- Чемпион Евролиги : (2015)
- MVP Чемпионата Испании : (2016)
- Первая сборная чемпионата Испании : (2016)
- Занимает 2 место за всю историю Евролиги по количеству блок-шотов (194), по подборам (1603) на 3-м месте, по количеству игр (284) на 5-м месте, набранных очков (2408) на 13-м месте

### Международные
- Чемпион Европы среди юниоров (до 20 лет) : (2002)
- Чемпион Европы : (2005)
- Бронзовый призёр Чемпионата Европы : (2009)